# Nerchau
Nerchau este un oraș din landul Saxonia, Germania. Se află lângă Râul Mulde, la o altitudine de 140 m deasupra nivelului mării. Are o suprafață de 39,94 km². Populația este de 4.073 locuitori, determinată în 3 noiembrie 2009.